# Messier 18
Messier 18 (NGC 6613) é um aglomerado aberto de estrelas localizado na constelação de Sagitário. Foi descoberto pelo francês Charles Messier em 1764, que incluiu em seu catálogo de objetos com aparência semelhante a cometas.
Do ponto de vista da Terra, Messier 18 está situado entre a Nebulosa Ômega (Messier 17) e da Nuvem Estelar de Sagitário (Messier 24). Sua idade é estimada em 32 milhões de anos e está situada a cerca de 4 900 anos-luz de distância.

## Descoberta e visualização
O aglomerado aberto é uma das descobertas originais do astrônomo francês Charles Messier, listando-o em seu catálogo em 3 de junho de 1764.

## Características

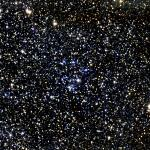
Messier 18, projeto 2MASS

O aglomerado aberto é mais bem visto em pequenos telescópios, que mostram cerca de 12 estrelas razoavelmente brilhantes. Tem um diâmetro aparente de 12 minutos de grau, embora não tenha forma definida. Segundo a classificação de aglomerados abertos de Robert Julius Trumpler, M18 é um aglomerado aberto classe II,3,p,n onde a classe I refere-se aos aglomerados mais densos e a classe IV aos menos densos; a classe 1 aos aglomerados com pouca diferença de brilho entre seus componentes e a classe 3 aos que tem grande diferença de brilho; e a classe p aos aglomerados pobres em estrelas, m para aglomerados com a quantidade de estrelas dentro da média e r para os ricos em estrelas.
Sua distância em relação à Terra é de 4 900 anos-luz, segundo Kenneth Glyn Jones e Robert Burnham, Jr., embora John Mallas tenha estimado em 6 000 anos-luz e o Sky Catalogue 2000.0 em 3 900. Considerando as estimativas mais aceitas de sua distância, seu diâmetro real é cerca de 17 anos-luz. Suas estrelas mais quentes pertencem à classe espectral B3, o que sugere que o aglomerado seja jovem, tendo sua idade estimada em 32 milhões de anos. Está situado na esfera celeste entre a Nebulosa Ômega (M17) e a nuvem estelar Messier 24.